# مارتین هارلینگهاوزن
مارتین هارلینگهاوزن (به آلمانی: Martin Harlinghausen) (۱۷ ژانویه ۱۹۰۲ – ۲۲ مارس ۱۹۸۶) نظامی بلندپایه آلمانی در دوره رایش سوم بود که در طول جنگ جهانی دوم در لوفت‌وافه خدمت کرد.

## زندگی‌نامه
مارتین هارلینگهاوزن روز ۱۷ ژانویه سال ۱۹۰۲ زاده شد. سال ۱۹۲۳ به رایشس‌مارینه پیوست. سال ۱۹۳۱ به عنوان خلبان و دیده‌بان هوایی آموزش دید و سپس به لوفت‌وافه منتقل گشت تا فرماندهی اسکادران ۱‍ هواگردهای دریایی را بر عهده گیرد. پس از چند جایگاه ستادی، سال‌های ۱۹۳۷ و ۱۹۳۸ در قالب نیروهای اعزامی از جانب آلمان به جنگ داخلی اسپانیا، اسکادران ۸۸ هواگردهای دریایی را فرماندهی کرد و بدین جهت صلیب اسپانیایی طلایی با شمشیرها و الماس‌ها را دریافت نمود. هنگام آغاز جنگ جهانی دوم، رئیس ستاد لشکر دهم هوایی با ماموریت‌های دریایی، بود. مدتی بعد این یگان به سپاه ۱۰ هوایی بدل گشت. بر خلاف معمول افسران ستادی، هارلینگهاوزن پروازهای عملیاتی با هواگردهای جلودار صورت می‌داد و چند کشتی متفقین را غرق کرد. او کشتی باری نروژی ۱۳۸۸ تنی وِستفوس را روز ۱ مارس، کشتی ۵۴۳۹ تنی بارن هیل را روز ۲۰ مارس و یک کشتی باری ۱۰۰۰ تنی دیگر را در ۱۸ مه سال ۱۹۴۰ غرق نمود. غرق کردن آخرین کشتی نشان صلیب شوالیه صلیب آهنین را برای فوکس به ارمغان آورد. او با غرق کردن یک کشتی ۶۰۰۰ هزار تنی در روز ۳ نوامبر تعداد قربانی‌های خود را به ۲۰ کشتی با مجموع تناژ ۱۰۰۰۰۰ تن رساند. در ادامه سپاه ۱۰ هوایی به مدیترانه منتقل شد. فوکس مدتی فرمانده نیروی‌های هوایی آلمان در شمال آفریقا بود. اواخر ماه ژانویه سال ۱۹۴۱ به درجه سرهنگ دومی ترفیع گرفت و گیره بلوط‌های صلیب شوالیه را دریافت کرد. فوکس اواخر ماه مارس به فرماندهی نیروهای‌های هوایی آلمان در اقیانوس اطلس منصوب گشت. روز ۱۳ اکتبر هواگرد هائی ۱۱۱ اچ-۳ او در اثر آتش ضدهوایی یک کشتی دشمن در خلیج ونس سقوط کرد که منجر مجروح شدن او گردید. فوکس سه ماه را در بیمارستان گذراند. سپس به وزارت هوانوردی رایش منتقل شد تا مسئول اژدرهای هوایی شود. فوکس ماه ژوئیه سال ۱۹۴۲ به درجه سرهنگی نائل آمد و ماه نوامبر فرمانده نیروهای هوایی در تونس شد. اواخر ماه فوریه سال ۱۹۴۳ با درجه سرتیپی فرماندهی سپاه ۲ هوایی را بر عهده گرفت. در پی یک اخلاف نظر ماه ژوئن از این مقام کنار نهاده شد و تا پایان جنگ، با ترفیع به درجه سرلشکری، چند جایگاه زمینی بر عهده داشت. سرلشکر روز ۲۲ مارس سال ۱۹۸۶ درگذشت.

## کتابشناسی
- Goss, Chriss (2018). Knights of the Battle of Britain: Luftwaffe Aircrew Awarded the Knight's Cross in 1940. Barnsley, Pen & Swords Books.